# سعيد بن كاتب الفرغاني
مهندس مصري قبطي مسيحي نابغة ظهر اسمه في عهد الطولونيين، وغالبًا ما يُنسَب إلى ناحية فرغان بمركز ديرب نجم بمحافظة الشرقية أو إلى مدينة الفراجون التي اندثرت ومحلها اليوم مدينة سيدي سالم بمحافظة كفر الشيخ.
أول ما نسمعه عنه أنه تولى عمارة مقياس النيل في جزيرة الروضة سنة 864 م بعد أن أمر بعمارته الخليفة العباسي المتوكل. ولما تولى أحمد بن طولون حكم مصر عهد إليه ببناء أهم منشآته، فبنى له أولاً قناطر بن طولون وبئر عند بركة حبش لتوصيل الماء إلى مدينة القطائع بين عامي 872 و 873 م. وحدث لما ذهب ابن طولون لمعاينة العمل بعد انتهائه أن غاصت رِجل فَرَسِه في موضع كان لا يزال رطبًا، فكبا الفرس بابن طولون، ولسوء ظنه قدَّر أن ذلك لمكروه أراده به المسيحي، فأمر بشق ثيابه وجلده خمسمائة سوطًا وألقاه في السجن، وكان المسكين يتوقع بدلاً من ذلك جائزة من الدنانير!.
ه كان مهندس عيناً للماء طلب بنائها ابن طولون فلما أتمها دعا ابن طولون لزيارتها ولسوء حظه كان بموضع البناء جيراً لا زال رطباً غاصت به قدم فرس ابن طولون فكبا به فظن أنه أراد به سوءاً، فأمر بجلده وسجنه، وظل بمحبسه حتى أراد ابن طولون بناء الجامع فقُدر له ثلاثمائة عمود صعب تدبيرها إلا عبر استخدام أعمدة الكنائس والأديرة، فتورع ابن طولون عن ذلك، ولما بلغ المسيحي في محبسه الخبر كتب لابن طولون أنه يبنيه له كما يحب ويختار بلا أعمدة إلا عمودي القبلة، فأخرجه ابن طولون وأحضر له جلوداً للرسم، فصور له المسيحي المسجد فأُعجب به واستحسنه، وأطلق سراحه وخلع عليه ورصد له مائة ألف دينار لنفقة البناء وكل ما يحتاج بعد ذلك، فوضع المصري القبطي المسيحي يده في البناء في موضع جبل يشكر، فلما أتم البناء وراح ابن طولون لزيارة المسجد، صعد المصري القبطي المسيحي إلى المنارة صائحاً بابن طولون بطلب الجائزة والأمان خوفاً من أن يجري له ما جرى في المرة الأولى، فأمنه ابن طولون وكافأه بعشرة آلاف دينار وخلع عليه وأجرى له رزقاً واسعاً.

## وفاته
خبر وفاة الفرغاني لم يرد في أي من المصادر القريبة من عصره. أما الأقاويل الحديثة المتعلقة بوفاته وإستشهاده، ففيها جدال: ذكرت المؤرخة القبطية أيريس حبيب المصري في النسخة الإنجليزية (1982) لكتابها عن تاريخ الكنيسة القبطية أن ابن طولون أعجب بعمل الفرغاني إعجابا شديدا جعله يرسم له معاشا مدى حياته. وجاءت المؤرخة المذكورة بالخبر نفسه في الطبعة العربية الثامنة من كتابها (2007), غير أنها أردفت تقول: «وحدث بعد فترة من الوقت أن عرض على مهندسه إنكار مسيحه. فلما لم يلق غير الرفض استل سيفه وقطع رأس ذاك الذي لم يأل جهدا في خدمته» بناءا على مقالة نشرها كامل صالح نخلة سنة 1939, وليس بناءا علي المصادر التاريخية الأصلية. وذكرت أيضا أن الأستاذ نخلة جاء بقولة «إسنتاداً إلى ما أورده المقريزي والسيوطي والإسحاقي», غير أن تلك المصارد تخلو من ذكر وفاة الفرغاني.
أما ابن تغري بردي، فلا يذكر أي خلاف بين أحمد بن طولون ومهندسه، بل يؤكد على علاقات الأمير الطيبة بالمسيحيين.